# Grijpautomaat

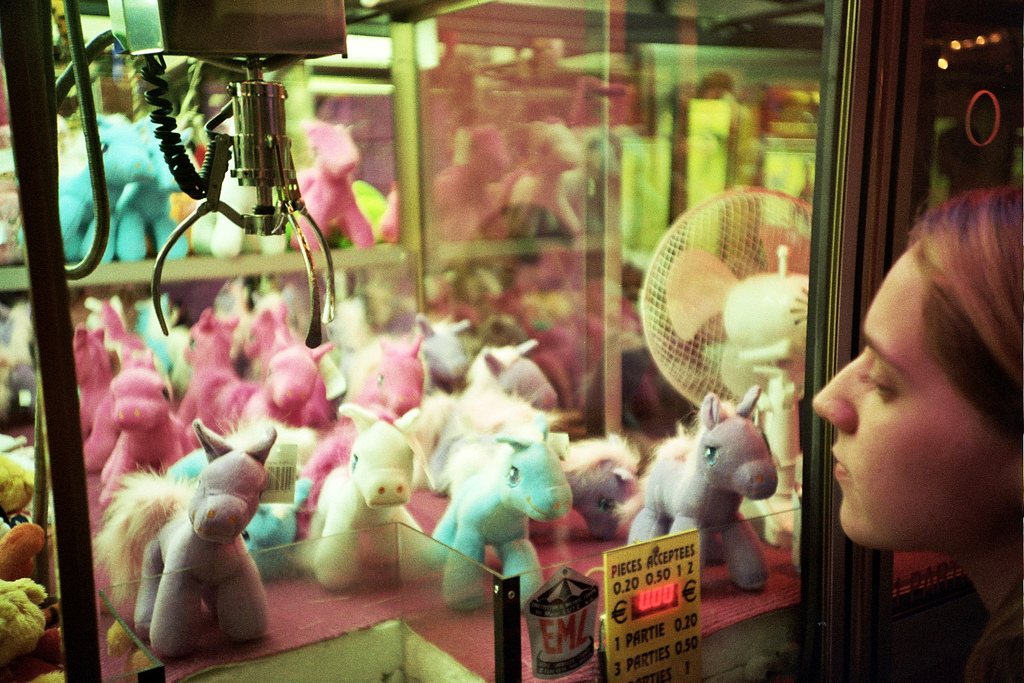
Een grijpautomaat met pluche beestjes in Trouville-sur-Mer

Een grijpautomaat, ook wel hijskraanautomaat (in het Engels claw crane of lucky crane), is een mechanische amusementsautomaat en kansspel dat op muntgeld werkt. De moderne versies werken soms ook op papiergeld of met een bankpas. De apparaten zijn meestal te vinden op de kermis maar ook wel in gokhallen, supermarkten, sportkantines, horecagelegenheden en in onder meer Duitsland ook bij tankstations. 
Na het inwerpen van de benodigde munten of bij modernere versie het tonen van de bankpas kan het spel beginnen en door middel van knoppen of een handel kan men een grijparm bewegen, naar voren, naar achteren, naar links, naar rechts, naar beneden en naar boven. Het is de bedoeling te trachten met behulp van de grijparm voorwerpen uit de kast te "grijpen", bijvoorbeeld een horloge of een knuffeldier. Tegenwoordig liggen er ook dure voorwerpen in, zoals een IPhone. Voor grote voorwerpen die niet in de automaat passen, liggen er bonnetjes in de grijpautomaat met daarop de naam van de prijs die na het grijpen voor de prijs in kwestie kunnen worden omgewisseld.
De kans dat het grijpen lukt is niet erg groot, de voorwerpen zijn vaak te glad om aan de grijparm te blijven hangen. Vaak lukt het dan ook niet en soms lukt het wel maar valt het voorwerp op het laatste moment alsnog van de grijparm af. Indien het grijpen wel lukt wordt het voorwerp in een bak onderin geworpen en kan men zijn prijs meenemen. Deze kan dan uit de bak worden gepakt via een luikje onderin de automaat. Vaak bestaat de mogelijkheid meerdere malen achtereen te grijpen door van tevoren te kiezen voor één of meerdere keren spelen waarbij bij meerdere keren spelen de prijs per spel lager is dan één keer spelen. Voor kleine kinderen zijn er zelfs speciale kindergrijpautomaten. Deze zijn voorzien van speciale prijzen bestemd voor kinderen en na het inwerpen van het geld kunnen zij hiermee net zolang doorspelen tot ze iets grijpen. Op deze manier zijn ze er dan zeker van dat ze daadwerkelijk iets te pakken krijgen.    
De grijpkraan is controversieel daar ze een uitzonderingspositie heeft in de wet op de kansspelen terwijl algemeen geaccepteerd is dat eigenaars/exploitanten van de grijpautomaten de machines verregaand kunnen programmeren waardoor geluk of vaardigheid geen rol meer spelen en er dus geen sprake is van een kansspel.
1. ↑  De GEHEIMEN van een GRIJPMACHINE | De waarheid over GRIJPAUTOMATEN. Gearchiveerd op 11 mei 2023.